# گیرنده مکانیکی
گیرندهٔ مکانیکی (انگلیسی: Mechanoreceptor)یا گیرنده مکانیکی حسی، یک گیرنده حسی است که به فشار یا تغییر شکل مکانیکی پاسخ می‌دهد. گیرنده‌های مکانیکی توسط نورون‌های حسی عصب‌دهی می‌شوند که فشار مکانیکی را به سیگنال‌های الکتریکی تبدیل می‌کنند و در حیوانات به دستگاه عصبی مرکزی ارسال می‌شوند.

## گیرنده‌های مکانیکی مهره‌داران

### گیرنده‌های مکانیکی پوستی

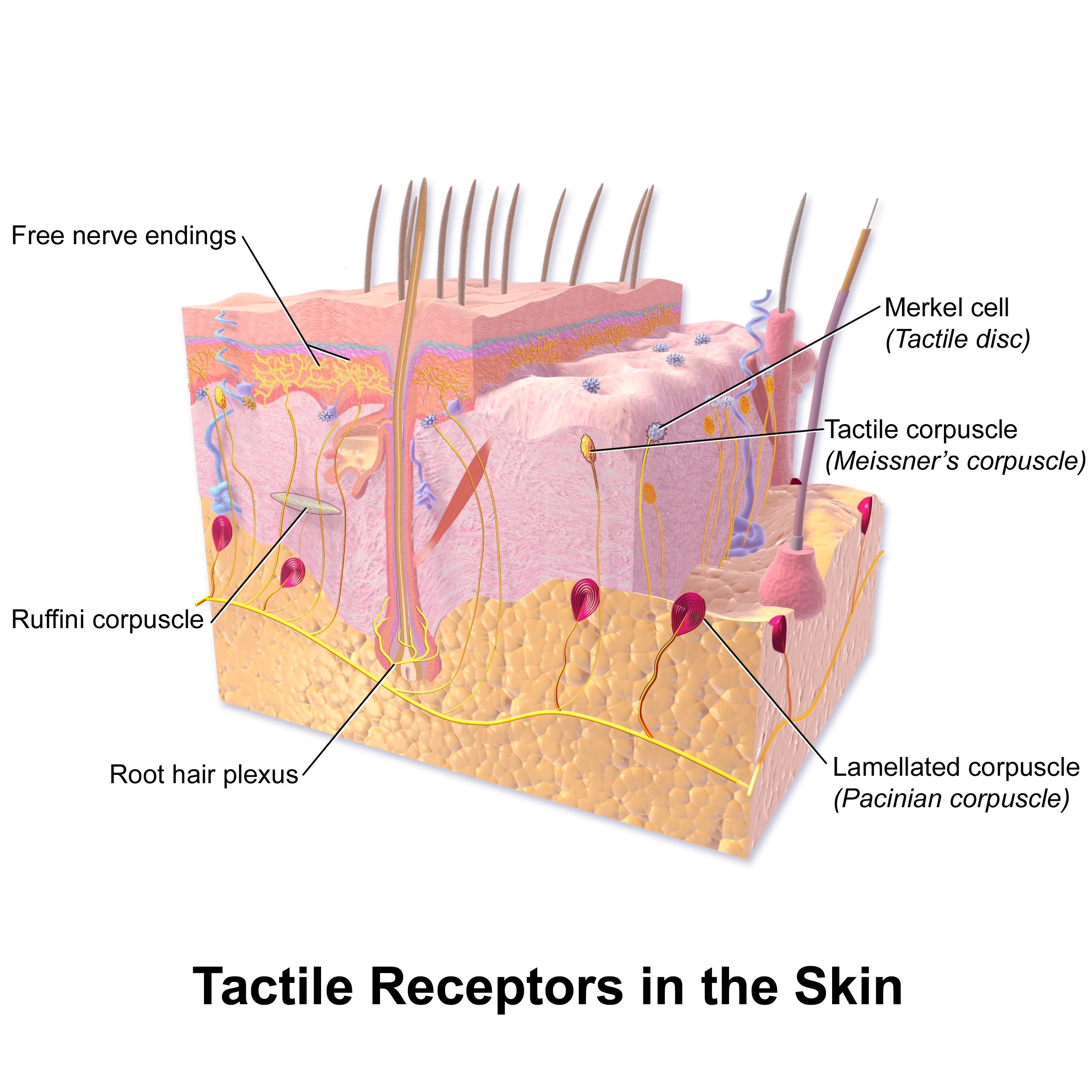
گیرنده‌های لمسی.

گیرنده‌های مکانیکی پوست به محرک‌های مکانیکی ناشی از تعامل فیزیکی، از جمله فشار و لرزش پاسخ می‌دهند. آنها مانند سایر گیرنده‌های پوستی در پوست قرار دارند. همه آنها توسط فیبرهای Aβ عصب‌دهی می‌شوند، به جز پایانه‌های عصبی آزاد گیرنده مکانیکی، که توسط فیبرهای Aδ عصب‌دهی می‌شوند. گیرنده‌های مکانیکی پوست را می‌توان بر اساس نوع حسی که درک می‌کنند، بر اساس میزان سازگاری و بر اساس ریخت‌شناسی طبقه‌بندی کرد. علاوه بر این، هر کدام میدان پذیرنده متفاوتی دارند.

### بر اساس حس
- گیرنده مکانیکی نوع ۱ با سازگاری آهسته (SA1)، با اندام انتهایی جسم مرکل (همچنین به عنوان دیسک‌های مرکل شناخته می‌شود) فشار مداوم را تشخیص می‌دهد و زیربنای درک شکل و زبری روی پوست است. آنها میدان‌های پذیرنده کوچکی دارند و پاسخ‌های مداوم به تحریک ایستا تولید می‌کنند.
- گیرنده‌های مکانیکی نوع ۲ با سازگاری آهسته (SA2)، با اندام انتهایی جسم رافینی (همچنین به عنوان اجسام پیازی شناخته می‌شوند)، تنش را در عمق پوست و نیام تشخیص می‌دهند و به کشش پوست پاسخ می‌دهند، اما ارتباط نزدیکی با هر دو حس عمقی ندارند. یا نقش مکانیکی در ادراک. آنها همچنین پاسخ‌های پایدار به تحریک ایستا تولید می‌کنند، اما میدان‌های پذیرنده بزرگی دارند.
- گیرنده مکانیکی با سازگاری سریع (RA) یا اندام انتهایی جسم مایسنر (همچنین به عنوان اجسام لمسی شناخته می‌شود) زیربنای درک لمس سبک مانند بال زدن و لغزش روی پوست است. به سرعت با تغییرات بافت (ارتعاشات حدود ۵۰ هرتز) سازگار می‌شود. آنها میدان‌های پذیرنده کوچکی دارند و پاسخ‌های گذرا به شروع و جبران تحریک ایجاد می‌کنند.
- جسم پاچینی یا اجسام فاتر-پاچینیVater-Pacini یا اجسام تیغه‌ایLamellar در پوست و نیام (فاسیا) ارتعاشات سریع حدود ۲۰۰–۳۰۰ هرتز را تشخیص می‌دهند. آنها همچنین پاسخ‌های گذرا تولید می‌کنند، اما میدان‌های پذیرنده بزرگی دارند.
- پایانه‌های عصبی آزاد لمس، فشار، کشش و همچنین احساسات قلقلک و خارش را تشخیص می‌دهند. احساسات خارش ناشی از تحریک انتهای عصب آزاد از مواد شیمیایی است.
- گیرنده‌های فولیکول مو به نام شبکه‌های ریشه مو حس می‌کنند که مو چه زمانی تغییر موقعیت می‌دهد. در واقع حساس‌ترین گیرنده‌های مکانیکی در انسان، سلول‌های مویی در حلزون گوش داخلی هستند (هیچ ارتباطی با گیرنده‌های فولیکولی ندارند - آنها به خاطر استریوسیلیای مکانیکی مو مانندی که دارند نامگذاری شده‌اند). این گیرنده‌ها صدا را برای مغز ترارسانی می‌کنند.

#### بر اساس میزان سازگاری
گیرنده‌های مکانیکی پوست را می‌توان بر اساس میزان سازگاری آن‌ها به دسته‌های مختلف تقسیم کرد. وقتی یک گیرنده مکانیکی یک محرک را دریافت می‌کند، شروع به ارسال تکانه‌ها (پالس‌ها) یا پتانسیل‌های عمل با فرکانس بالا می‌کند (هرچه محرک قوی‌تر باشد، فرکانس بالاتر است). با این حال، سلول به زودی با یک محرک ثابت یا ایستا «سازگار» می‌شود و تکانه‌ها به میزان طبیعی کاهش می‌یابد. گیرنده‌هایی که به سرعت سازگار می‌شوند (یعنی به سرعت به میزان پالس طبیعی بازمی‌گردند) «فازیک» نامیده می‌شوند. به آن دسته از گیرنده‌هایی که برای بازگشت به میزان شلیک طبیعی خود کند هستند، «تونیک» می‌گویند. گیرنده‌های مکانیکی فازیک برای حس کردن چیزهایی مانند بافت یا ارتعاشات مفید هستند، در حالی که گیرنده‌های تونیک برای دما و حس عمقی مفید هستند.
- گیرنده‌های با سازگاری آهسته: این گیرنده‌ها شامل اجسام انتهایی مرکل و رافینی و برخی از پایانه‌های عصبی آزاد می‌باشند.
  - گیرنده‌های مکانیکی نوع I با سازگاری آهسته دارای چندین جسم انتهایی مرکل هستند.
  - گیرنده‌های مکانیکی نوع II با سازگاری آهسته دارای یک جسم انتهایی رافینی هستند.
- گیرنده‌های با سازگاری متوسط: برخی از پایانه‌های عصبی آزاد دارای سازگاری متوسط هستند.
- گیرنده‌های با سازگاری سریع: این گیرنده‌ها شامل اجسام انتهایی مایسنر، اجسام انتهایی پاچینی، گیرنده‌های فولیکول مو و برخی از پایانه‌های عصبی آزاد می‌باشند.
  - گیرنده‌های مکانیکی نوع I با سازگاری سریع دارای چندین جسم انتهایی مایسنر هستند.
  - گیرنده‌های مکانیکی نوع II با سازگاری سریع (معمولاً پاچینی نامیده می‌شوند) دارای یک جسم انتهایی پاچینی هستند.

#### بر اساس میدان پذیرنده
گیرنده‌های مکانیکی پوست با میدان‌های پذیرنده (میدان‌های تأثیر) کوچک و دقیق در مناطقی یافت می‌شوند که نیاز به لمس دقیق دارند (مانند نوک انگشتان). در نوک انگشتان و لب‌ها، تراکم عصب‌دهی گیرنده‌های مکانیکی نوع I با سازگاری آهسته و گیرنده‌های مکانیکی نوع I با سازگاری سریع بسیار افزایش می‌یابد. تصور می‌شود که این دو نوع گیرنده مکانیکی دارای میدان‌های پذیرنده مجزا و کوچک هستند و اساس اکثر کاربردهای کم‌آستانه انگشتان در ارزیابی بافت، لغزش سطح و بال زدن هستند. گیرنده‌های مکانیکی که در نواحی بدن با دقت لمسی کمتر یافت می‌شوند، تمایل به میدان‌های پذیرنده بزرگتری دارند.

## گیرنده‌های مکانیکی رباطی
چهار نوع گیرنده مکانیکی در رباط‌ها وجود دارد. از آنجایی که همه این گیرنده‌های مکانیکی میلین‌دار هستند، می‌توانند به سرعت اطلاعات حسی مربوط به موقعیت‌های مفاصل را به دستگاه عصبی مرکزی منتقل کنند.
- نوع I: (کوچک) آستانه پایین، سازگاری آهسته در هر دو حالت ایستا و پویا
- نوع II: (متوسط) آستانه پایین، سازگاری سریع در تنظیمات پویا
- نوع III: (بزرگ) آستانه بالا، سازگاری آهسته در تنظیمات پویا
- نوع IV: (بسیار کوچک) گیرنده‌های درد با آستانه بالا که آسیب را اطلاع می‌دهند

به ویژه اعتقاد بر این است که گیرنده‌های مکانیکی نوع II و نوع III با حس عمقی مرتبط هستند.

## گیرنده‌های مکانیکی دیگر
گیرنده‌های مکانیکی غیر از گیرنده‌های پوستی شامل سلول‌های مو هستند که گیرنده‌های حسی در دستگاه دهلیزی گوش داخلی هستند، جایی که در دستگاه شنوایی و تعادل نقش دارند. گیرنده‌های فشاری (بارورسپتورها) نوعی نورون حسی گیرنده مکانیکی هستند که با کشش رگ خونی تحریک می‌شوند. گیرنده‌های کنارمویرگیjuxtacapillary  (J) نیز وجود دارند که به رویدادهایی مانند ادم ریوی، آمبولی ریوی، ذات الریه و باروتروما پاسخ می‌دهند.

## دوک‌های ماهیچه‌ای و رفلکس کششی
زانو زدن، رفلکس کششی شناخته شده (ضربه غیرارادی ساق پا) است که با ضربه زدن به زانو با چکش لاستیکی ایجاد می‌شود. چکش به تاندونی برخورد می‌کند که یک ماهیچه بازکننده در جلوی ران را به ساق پا وارد می‌کند. ضربه زدن به زردپی باعث کشیدگی عضله ران می‌شود که گیرنده‌های کششی را در داخل ماهیچه به نام دوک‌های ماهیچه‌ای فعال می‌کند. هر دوک عضلانی از انتهای عصب حسی پیچیده شده به دور رشته‌های عضلانی خاص به نام رشته‌های عضلانی داخل دوکی تشکیل شده است. کشش یک رشتهٔ داخل دوکی، یک رگبار تکانه را در نورون حسی (نورون I-a) متصل به آن آغاز می‌کند. تکانه‌ها در امتداد آکسون حسی به نخاع حرکت می‌کنند و در آنجا چندین نوع سیناپس را تشکیل می‌دهند:
- برخی از شاخه‌های آکسون‌های I-a مستقیماً با نورون‌های حرکتی آلفا سیناپس می‌کنند. اینها تکانه‌ها را به همان عضله بازمی‌گردانند و باعث انقباض آن می‌شوند. پا صاف می‌شود.
- برخی از شاخه‌های آکسون‌های I-a با نورون‌های بازدارنده در نخاع سیناپس می‌کنند. اینها به نوبه خود با نورون‌های حرکتی که به ماهیچه پادکنشگر[۲] (عضله آنتاگونیست، عضله‌ای که تأثیر حرکتی عضلهٔ دیگر را خنثی کند) یک خم‌کننده در پشت ران منتهی می‌شوند، سیناپس می‌کنند. این نورون‌های واسط با مهار خم کننده، به انقباض بازکننده کمک می‌کنند.
- هنوز شاخه‌های دیگری از آکسون‌های I-a با نورون‌های واسط منتهی به مراکز مغز، به عنوان مثال، مخچه، که حرکات بدن را هماهنگ می‌کنند، سیناپس می‌کنند.

## سازوکار احساس
در انتقال حس پیکری، نورون‌های آوران پیام‌ها را از طریق سیناپس‌ها در هسته‌های ستون پشتی منتقل می‌کنند، جایی که نورون‌های مرتبه دوم سیگنال را به تالاموس ارسال می‌کنند و با نورون‌های مرتبه سوم در کمپلکس شکمی سیناپس می‌کنند. سپس نورون‌های مرتبه سوم سیگنال را به قشر حسی پیکری ارسال می‌کنند.
کارهای اخیر نقش گیرنده‌های مکانیکی پوست را برای بازخورد در کنترل حرکتی ظریف گسترش داده است. پتانسیل‌های عمل منفرد از جسم مایسنر، جسم پاچینی و آوران‌های انتهایی رافینی مستقیماً به فعال‌سازی عضله مرتبط هستند، در حالی که فعال‌سازی کمپلکس عصبی سلول مرکل فعالیت عضلانی را تحریک نمی‌کند.

## گیرنده‌های مکانیکی بی‌مهرگان
گیرنده‌های مکانیکی حشرات و بندپایان عبارتند از:
- حسگرهای گنبدی‌شکل: (Campaniform sensilla) گنبدهای کوچکی در اسکلت بیرونی که در سراسر بدن حشره توزیع شده‌اند. تصور می‌شود که این سلول‌ها بار مکانیکی را به عنوان مقاومت در برابر انقباض عضلانی، مشابه اندام‌های تاندون گلژی پستانداران تشخیص می‌دهند.
- صفحات مو (Hair plates): نورون‌های حسی که موهایی را که در چین‌های مفاصل حشرات یافت می‌شوند، عصب‌دهی می‌کنند. این موها زمانی که یک قسمت بدن نسبت به قسمت مجاور حرکت می‌کند منحرف می‌شوند، عملکرد حس عمقی دارند و تصور می‌شود که به عنوان آشکارسازهای محدود کننده عمل می‌کنند که محدوده‌های شدید حرکت را برای هر مفصل رمزگذاری می‌کنند.
- اندام‌های ریسمان‌لرزشی: (Chordotonal organs) گیرنده‌های کششی داخلی در مفاصل، می‌توانند عملکردهای خارجی و حس عمقی داشته باشند. نورون‌های اندام ریسمان‌لرزشی در مگس سرکه می‌توانند به نورون‌های چماق، پنجه و قلاب سازماندهی شوند. تصور می‌شود که نورون‌های چماق، سیگنال‌های ارتعاشی را رمزگذاری می‌کنند، در حالی که نورون‌های پنجه و قلاب را می‌توان به جمعیت‌های کششی و خمشی تقسیم کرد که به ترتیب زاویه و حرکت مفصل را رمزگذاری می‌کنند.
- حسگرهای شکاف‌دار: (Slit sensilla) شکاف‌هایی در اسکلت بیرونی که تغییر شکل فیزیکی اسکلت بیرونی حیوان را تشخیص می‌دهند، عملکرد حس عمقی دارند.
- حسگرهای مویی: (Bristle sensilla) نورون‌های مویی، گیرنده‌های مکانیکی هستند که موها را در سراسر بدن عصب‌دهی می‌کنند. هر نورون یک فرایند دندریتی را گسترش می‌دهد تا یک موی واحد را عصب‌دهی کند و آکسون خود را به طناب عصبی شکمی می‌فرستد. تصور می‌شود که این نورون‌ها با پاسخ دادن به انحرافات فیزیکی مو، حس بساوایی را میانجی‌گری می‌کنند. مطابق با این واقعیت که بسیاری از حشرات دارای موهای با اندازه‌های مختلف هستند که معمولاً به عنوان ماکروکت (موهای ضخیم‌تر و بلندتر) و میکروکت (موهای نازک‌تر و کوتاه‌تر) شناخته می‌شوند، مطالعات قبلی نشان می‌دهند که نورون‌های مویی به این موهای مختلف ممکن است دارای خواص شلیک متفاوتی مانند پتانسیل استراحت غشاء و آستانه شلیک باشند.

## گیرنده‌های مکانیکی گیاهی
گیرنده‌های مکانیکی در یاخته‌های گیاهی نیز وجود دارند و نقش مهمی در رشد طبیعی، توسعه و درک محیط اطرافشان دارند. گیرنده‌های مکانیکی به ونوس مگس‌خوار در شکار طعمه‌های بزرگ کمک می‌کنند.

## زیست‌شناسی مولکولی
پروتئین‌های گیرنده مکانیکی، کانال‌های یونی هستند که جریان یونی آنها توسط لمس القا می‌شود. تحقیقات اولیه نشان داد که انتقال لمس در کرم لوله‌ای از گونه کرم الگانس نیاز به یک پروتئین کانال یونی دو غشایی حساس به آمیلوراید دارد که با کانال‌های سدیم اپیتلیال (ENaCs) مرتبط است. این پروتئین که MEC-4 نام دارد، همراه با MEC-10 یک کانال انتخابی Na+ هترومریک را تشکیل می‌دهد. ژن‌های مرتبط در پستانداران در نورون‌های حسی بیان می‌شوند و نشان داده شده است که توسط pH پایین تحریک می‌شوند. اولین گیرنده از این قبیل ASIC1a نام داشت، به این دلیل که یک کانال یونی حسگر اسید (ASIC) است.